# Johann Ludwig Adam von Starhemberg
Graf Johann Ludwig Adam von Starhemberg (* 1. November 1717 in Linz; † 29. August 1778 in Ödenburg) war österreichischer Feldmarschall-Lieutenant und einer der ersten Ritter des Maria-Theresia-Ordens.

## Herkunft
Seine Eltern waren Gundemar Joseph von Starhemberg (* 17. März 1679; † 21. Februar 1743) und dessen zweiter Ehefrau Maria Antonia von Jörger († 22. Februar 1730), Tochter von Johann Quentin von Jörger (1624–1705).

## Leben
Er ging in jungen Jahren in kaiserliche Dienste. Er kämpfte im Österreichischen Erbfolgekrieg.
Bei der Eroberung von München durch Klevenhüller war er Hauptmann im Dragoner-Regiment No. 5 (Holly) und überbrachte die Nachricht an den Wiener Hof. Er wurde 1742 zum Oberstleutnant, im Dezember 1745 zum Oberst und am 16. Juli 1752 Generalfeldwachtmeister befördert.
Er kämpfte im Siebenjährigen Krieg, wo er sich in der Schlacht bei Kolin besonders auszeichnete. Bei Kolin führte Starhemberg ca. 1000 Mann Infanterie und Kavallerie. Er führte drei Angriffe, bei denen er mehrere Kanonen eroberte und zahlreiche Gefangene macht. Außerdem vereitelte er das Vorhaben der Preußen, die Österreicher zu umgehen. Dafür wurde er mit dem Maria-Theresia-Orden ausgezeichnet und am 28. Juni 1757 zum Feldmarschall-Lieutenant ernannt.
Nach dem Krieg wurde er in den Ruhestand versetzt und starb 1778 in Ödenburg.

## Familie
Starhemberg heiratete 1745 Maria Theresia von Stein (* 1732; † 1764). Das Paar hatte zwei Söhne und zwei Töchter:
- Franz Xaver (* um 1750; † jung)
- Philipp (* 4. Dezember 1748; gefallen 1786)
- Maria Guidobaldine (* 26. März 1753)
- Maria Josepha (* 6. Januar 1746) ⚭ 1772 Graf Johann Adam von Fünfkirchen (* 1739; † 20. Juni 1820)[2]